# Communauté de communes de Gevrey-Chambertin
Die Communauté de communes de Gevrey-Chambertin war ein französischer Gemeindeverband mit der Rechtsform einer Communauté de communes im Département Côte-d’Or in der Region Bourgogne-Franche-Comté. Sie wurde am 8. November 2004 gegründet und umfasste 22 Gemeinden. Der Verwaltungssitz befand sich im Ort Gevrey-Chambertin.

## Historische Entwicklung
Am 1. Januar 2017 wurde der Gemeindeverband mit der Communauté de communes du Pays de Nuits-Saint-Georges und der Communauté de communes du Sud Dijonnais zur neuen Communauté de communes de Gevrey-Chambertin et de Nuits-Saint-Georges zusammengeschlossen.

## Ehemalige Mitgliedsgemeinden
1. Bévy
2. Brochon
3. Chambœuf
4. Chambolle-Musigny
5. Chevannes
6. Clémencey
7. Collonges-lès-Bévy
8. Couchey
9. Curley
10. Curtil-Vergy
11. Détain-et-Bruant
12. L’Étang-Vergy
13. Fixin
14. Gevrey-Chambertin
15. Messanges
16. Morey-Saint-Denis
17. Quemigny-Poisot
18. Reulle-Vergy
19. Segrois
20. Semezanges
21. Ternant
22. Urcy